# San Buenaventura, Honduras
San Buenaventura är en ort i Honduras.   Den ligger i departementet Departamento de Cortés, i den västra delen av landet, 130 km nordväst om huvudstaden Tegucigalpa. San Buenaventura ligger 414 meter över havet och antalet invånare är 1 452.
Terrängen runt San Buenaventura är huvudsakligen kuperad, men åt nordost är den platt. Runt San Buenaventura är det ganska tätbefolkat, med 144 invånare per kvadratkilometer. Närmaste större samhälle är Santa Cruz de Yojoa, 11,3 km öster om San Buenaventura.  